# Imera meridionale
De Imera Meridionale (Siciliaans: Salsu Himeras, "Zuidelijke Himera") is een rivier op het Italiaanse eiland Sicilië. De rivier is met een lengte van 144 km de langste rivier op het eiland. De rivier ontspringt in de Monti Madonie en mondt bij Licata uit in de Middellandse Zee.

## Geschiedenis
De rivier heette in de oudheid al Himera (Grieks: Ἱμέρας, Latijn: Himera) en is genoemd naar de Griekse stadstaat Himera, die aan de Imera settentrionale (Noordelijke Himera) lag. In de oudheid dacht men dat de zuidelijke en noordelijke Himera aan elkaar vastzaten en dat dit dus een enkele rivier was. Bij de rivier werd drie keer een veldslag uitgevochten: de Slag aan de Himera (446 v.Chr.), Slag aan de Himera (310 v.Chr.) en Slag aan de Himera (211 v.Chr.).